# Tchê Tchê
Danilo das Neves Pinheiro (São Paulo, Brasil, 30 de agosto de 1992), conocido como Tchê Tchê, es un futbolista brasileño. Juega de centrocampista y su equipo es el Vasco da Gama de la Serie A de Brasil.

## Trayectoria
Tchê Tchê entró a las inferiores del Audax en 2006 y debutó por el primer equipo el 27 de marzo de 2011, jugando los últimos 14 minutos de la victoria por 3-1 sobre Rio Blanco por el Campeonato Paulista A2.
Luego de un periodo de préstamos, donde jugó por el Guaratinguetá, Ponte Preta y el Boa Esporte, Tchê Tchê destacó en su compaña por el Audax en el Paulistão 2016; anotó un gol el 24 de abril de larga distancia en el empate 2-2 contra el Corinthians, que aseguró jugar la final por primera vez en la historia del club.
El 28 de abril de 2016 fichó por el S. E. Palmeiras de la Serie A.
El 8 de junio de 2018 firmó un contrato por cinco años con el Dinamo de Kiev de la Liga Premier de Ucrania.
Tchê Tchê regresó a Brasil en 2019, y el 30 de marzo fichó por el São Paulo F. C. Este lo cedió dos años después a Atlético Mineiro hasta mayo de 2022, rompiéndose el acuerdo mes y medio antes de su vencimiento para ser traspasado a Botafogo.
Primer jugador de la era SAF Botafogo en alcanzar los 100 partidos, ganó los honores del club antes del clásico contra Flamengo, en el Maracaná, en la séptima jornada del Campeonato Carioca.

## Estadísticas
Actualizado al último partido disputado el 8 de diciembre de 2024.
| Club | Div.          | Temporada     | Liga  | Liga  | Estatal(1) | Estatal(1) | Copas nacionales(2) | Copas nacionales(2) | Copas internacionales(3) | Copas internacionales(3) | Total | Total |
| Club | Div.          | Temporada     | Part. | Goles | Part.      | Goles      | Part.               | Goles               | Part.                    | Goles                    | Part. | Goles |
| --- | ------------- | ------------- | ----- | ----- | ---------- | ---------- | ------------------- | ------------------- | ------------------------ | ------------------------ | ----- | ----- |
| Audax · Brasil | SP            | 2011          | ―     | ―     | 20         | 2          | ―                   | ―                   | ―                        | ―                        | 20    | 2     |
| Audax · Brasil | SP            | 2012          | ―     | ―     | 24         | 2          | ―                   | ―                   | ―                        | ―                        | 24    | 2     |
| Audax · Brasil | SP            | 2013          | ―     | ―     | 23         | 4          | ―                   | ―                   | ―                        | ―                        | 23    | 4     |
| Audax · Brasil | SP            | 2014          | ―     | ―     | 10         | 0          | ―                   | ―                   | ―                        | ―                        | 10    | 0     |
| Guaratinguetá · Brasil | 3.ª           | 2014          | 15    | 0     | ―          | ―          | ―                   | ―                   | ―                        | ―                        | 15    | 0     |
| Guaratinguetá · Brasil | Total club    | Total club    | 15    | 0     | 0          | 0          | 0                   | 0                   | 0                        | 0                        | 15    | 0     |
| A. A. Ponte Preta · Brasil | 1.ª           | 2014          | ―     | ―     | ―          | ―          | 1                   | 0                   | ―                        | ―                        | 1     | 0     |
| A. A. Ponte Preta · Brasil | Total club    | Total club    | 0     | 0     | 0          | 0          | 1                   | 0                   | 0                        | 0                        | 1     | 0     |
| Boa E. C. · Brasil | 2.ª           | 2015          | 3     | 0     | ―          | ―          | ―                   | ―                   | ―                        | ―                        | 3     | 0     |
| Boa E. C. · Brasil | Total club    | Total club    | 3     | 0     | 0          | 0          | 0                   | 0                   | 0                        | 0                        | 3     | 0     |
| Audax · Brasil | SP            | 2016          | ―     | ―     | 19         | 1          | ―                   | ―                   | ―                        | ―                        | 19    | 1     |
| Audax · Brasil | Total club    | Total club    | 0     | 0     | 96         | 9          | 0                   | 0                   | 0                        | 0                        | 96    | 9     |
| S. E. Palmeiras · Brasil | 1.ª           | 2016          | 37    | 2     | ―          | ―          | 2                   | 1                   | ―                        | ―                        | 39    | 3     |
| S. E. Palmeiras · Brasil | 1.ª           | 2017          | 34    | 0     | 8          | 2          | 4                   | 0                   | 7                        | 0                        | 53    | 2     |
| S. E. Palmeiras · Brasil | 1.ª           | 2018          | 1     | 0     | 14         | 0          | 0                   | 0                   | 3                        | 0                        | 18    | 0     |
| S. E. Palmeiras · Brasil | Total club    | Total club    | 72    | 2     | 22         | 2          | 6                   | 1                   | 10                       | 0                        | 110   | 5     |
| F. C. Dinamo de Kiev · Ucrania | 1.ª           | 2018-19       | 9     | 0     | ―          | ―          | 2                   | 0                   | 5                        | 0                        | 16    | 0     |
| F. C. Dinamo de Kiev · Ucrania | Total club    | Total club    | 9     | 0     | 0          | 0          | 2                   | 0                   | 5                        | 0                        | 16    | 0     |
| São Paulo F. C. · Brasil | 1.ª           | 2019          | 35    | 1     | ―          | ―          | 2                   | 0                   | ―                        | ―                        | 37    | 1     |
| São Paulo F. C. · Brasil | 1.ª           | 2020          | 34    | 4     | 11         | 0          | 5                   | 0                   | 8                        | 0                        | 58    | 4     |
| São Paulo F. C. · Brasil | 1.ª           | 2021          | ―     | ―     | 3          | 1          | ―                   | ―                   | ―                        | ―                        | 3     | 1     |
| São Paulo F. C. · Brasil | Total club    | Total club    | 69    | 5     | 14         | 1          | 7                   | 0                   | 8                        | 0                        | 98    | 6     |
| Atlético Mineiro · Brasil | 1.ª           | 2021          | 33    | 1     | 5          | 0          | 9                   | 0                   | 10                       | 0                        | 57    | 1     |
| Atlético Mineiro · Brasil | 1.ª           | 2022          | 0     | 0     | 7          | 0          | 0                   | 0                   | 1                        | 1                        | 8     | 1     |
| Atlético Mineiro · Brasil | Total club    | Total club    | 33    | 1     | 12         | 0          | 9                   | 0                   | 11                       | 1                        | 65    | 2     |
| Botafogo · Brasil | 1.ª           | 2022          | 29    | 1     | ―          | ―          | 2                   | 0                   | ―                        | ―                        | 31    | 1     |
| Botafogo · Brasil | 1.ª           | 2023          | 36    | 2     | 11         | 0          | 6                   | 0                   | 11                       | 1                        | 64    | 3     |
| Botafogo · Brasil | 1.ª           | 2024          | 28    | 0     | 9          | 1          | 3                   | 0                   | 15                       | 0                        | 55    | 1     |
| Botafogo · Brasil | Total club    | Total club    | 93    | 3     | 20         | 1          | 11                  | 0                   | 26                       | 1                        | 150   | 5     |
| Total carrera | Total carrera | Total carrera | 294   | 11    | 164        | 13         | 36                  | 1                   | 60                       | 2                        | 554   | 27    |
| (1) Incluye datos de la Copa Paulista. (2) Incluye datos de la Copa de Brasil, la Copa de Ucrania y la Supercopa de Ucrania. (3) Incluye datos de la Copa Sudamericana, la Copa Libertadores, la Liga de Campeones de la UEFA y la Liga Europa de la UEFA. |               |               |       |       |            |            |                     |                     |                          |                          |       |       |

## Palmarés

### Títulos regionales
| Título             | Club             | Estado         | Año  |
| ------------------ | ---------------- | -------------- | ---- |
| Campeonato Mineiro | Atlético Mineiro | Minas Gerais   | 2021 |
| Campeonato Mineiro | Atlético Mineiro | Minas Gerais   | 2022 |
| Taça Río           | Botafogo F. R.   | Río de Janeiro | 2023 |
| Taça Río           | Botafogo F. R.   | Río de Janeiro | 2024 |

### Títulos nacionales
| Título               | Club                 | País    | Año  |
| -------------------- | -------------------- | ------- | ---- |
| Serie A              | S. E. Palmeiras      | Brasil  | 2016 |
| Serie A              | S. E. Palmeiras      | Brasil  | 2018 |
| Supercopa de Ucrania | F. C. Dinamo de Kiev | Ucrania | 2018 |
| Serie A              | Atlético Mineiro     | Brasil  | 2021 |
| Copa de Brasil       | Atlético Mineiro     | Brasil  | 2021 |
| Supercopa de Brasil  | Atlético Mineiro     | Brasil  | 2022 |
| Serie A              | Botafogo F. R.       | Brasil  | 2024 |

### Títulos internacionales
| Título                       | Club           | Sede         | Año  |
| ---------------------------- | -------------- | ------------ | ---- |
| Copa Libertadores de América | Botafogo F. R. | Buenos Aires | 2024 |

### Distinciones individuales
| Distinción                                 | Año  |
| ------------------------------------------ | ---- |
| Equipo del año del Campeonato Paulista     | 2016 |
| Jugador revelación del Campeonato Paulista | 2016 |
| Bola de Prata                              | 2016 |
| Equipo del año de la Serie A               | 2016 |